# لويس هنريكي دياز
لويس هنريكي دياز (بالبرتغالية: Luís Henrique Dias) (18 مايو 1960 في البرازيل - ) هو لاعب كرة قدم برازيلي في مركز حراسة المرمى، شارك في الألعاب الأولمبية الصيفية 1984. وشارك مع منتخب البرازيل لكرة القدم. أما مع النوادي، فقد لعب مع أتلتيكو مينييرو وسانتو أندريه ونادي بارانا ونادي بونتي بريتا ونادي ريو برانكو ونادي كريسيوما ونادي كوريتيبا وماريليا أتلتيكو ‏ وأونياو ساو جواو ‏ ونادي بوتافوغو اس بي ونادي ساو خوسيه.

## وصلات خارجية
- لويس هنريكي دياز على موقع الاتحاد الدولي (مؤرشف)  (الإنجليزية)
- لويس هنريكي دياز على موقع أوليمبيديا (الإنجليزية)
- لويس هنريكي دياز على موقع اللجنة الأولمبية البرازيلية (البرتغالية)